# Waihou River (Waikato)
Der Waihou River ist ein Fluss in der Region Waikato auf der Nordinsel von Neuseeland.

## Namensherkunft
Seinen aus europäischer Sicht ursprünglichen Namen Thames River, wurde ihm November 1769 von dem britischen Seefahrer und Entdecker Kapitän James Cook verliehen. Damals fuhr Cook den Fluss als erster Europäer 14 Meilen hinauf. Der Fluss erinnerte ihn an die Themse in London, sodass er ihm den gleichen Namen vergab. Der Name hielt sich einige Zeit, doch setzte sich der maorische Name, der ursprünglich Wai Kahou Rounga in verkürzter Form zu Waihou durch und ist seit 1948 als Waihou River gebräuchlich.

## Geographie
Der Fluss entspringt an den westlichen Hängen des Mamaku Plateau, rund 21 km östlich von Putāruru und rund 20 km nordöstlich von Tokoroa entfernt. Nach zunächst einem rund 17 km westlichem Verlauf, schwenkt der Fluss nach Norden und nach weiteren knapp 40 km dann nach Nordnordwesten, eine Richtung, die der Waihou River bis zu seiner Mündung in den Firth of Thames, rund 2 km südsüdwestlich von Thames beibehält. Auf seine Gesamtlänge von rund 205 km kommt der Fluss durch seinen hauptsächlichen mäanderförmigen Flussverlauf.
Die Länge des Flusses wird mit seinem Hauptstrang von Land Air Water Aotearoa mit 186 km angegeben. Folgt man aber seiner Mäanderform erstreckt sich der Fluss auf rund 205 km. Sein Wassereinzugsgebiet beträgt eine Fläche von 1977 km². Dazu tragen eine Gesamtzahl von 2945 km Fluss- und Bachverläufe zu.
Östlich des Waihou River begleitet die Gebirgskette der Kaimai Range den Fluss. Aus ihr kommen auch die rechten Nebenflüsse Ohinemuri River, Komata River, Hikutaia River und Puriri River. Östlich dehnt sich im mittleren und nördlichen Teil des Flüsse die weitere Ebene der Hauraki Plains aus.

## Verkehr
Kurz vor seiner Mündung in den Firth of Thames überquert der New Zealand State Highway 25 den Fluss mit der Kopu-Brücke. Dies ist mit 463 m die längste einspurige Brücke in Neuseeland und die einzige Drehbrücke eines State Highways. Die Brücke ist berüchtigt für Staus, für diejenigen, die diese Verbindung zur Coromandel Peninsula nutzen wollen.